# Загальні вибори 1958 року у Венесуелі
Загальні вибори 1958 року у Венесуелі — президентські та парламентські вибори, що відбулись у Венесуелі 7 грудня 1958 року. Ознаменували перехід від періоду військової диктатури до цивільного правління. Були проведені Тимчасовою урядовою хунтою контр-адмірала Вольфганга Ларрасабаля за 10 місяців після ліквідації диктатури генерала Маркоса Переса Хіменеса.

## Результати

### Загальні дані
|                     | Голоси    | %     |
| ------------------- | --------- | ----- |
| Зареєстровано       | 2.913.801 | 100%  |
| Разом проголосували | 2.722.053 | ?%    |
| Визнано дійсними    | 2.610.833 | ?%    |
| Недійсні бюлетені   | 111.220   | 4,09% |
| Утримались          | 191.748   | 6,58% |

### Президентські вибори
Кандидати:
- Рафаель Кальдера , Соціал-християнська партія — КОПЕЙ — адвокат, соціолог, політик, письменник та оратор. Балотувався у президенти вдруге.
- Ромуло Бетанкур, партія Демократична дія (Венесуела)Демократична дія. Політик, журналіст, письменник та оратор, глава Революційної урядової хунти 1945–1948 років.
- Вольфганг Ларрасабаль Угуето, коаліція Республіканський демократичний союз. Військовик та політик, контр-адмірал, глава Тимчасової урядової хунти 1958 року.

| Кандидат                     | Портрет | Партія                    | Голоси    | %     |
| Ромуло Бетанкур              |         | Демократична дія          | 1,284,092 | 49,18 |
| Вольфганг Ларрасабаль Угуето |         | Коаліція ДРС, КПВ та ННВР | 903,479   | 34.61 |
| Рафаель Кальдера             |         | КОПЕЙ                     | 423,262   | 16,21 |

### Вибори до Національного конгресу
| Партія                               | Голоси    | %    | Депутатські місця | Депутатські місця | Депутатські місця | Депутатські місця |
| Партія                               | Голоси    | %    | Палата депутатів  | +/-               | Сенат             | +/-               |
| ------------------------------------ | --------- | ---- | ----------------- | ----------------- | ----------------- | ----------------- |
| Демократична дія                     | 1,275,973 | 49.5 | 73                | -10               | 32                | -6                |
| Демократичний республіканський союз  | 690,357   | 26.8 | 34                | +30               | 11                | +10               |
| КОПЕЙ                                | 392,305   | 15.2 | 18                | +2                | 6                 | +2                |
| Комуністична партія Венесуели        | 160,791   | 6.2  | 7                 | +4                | 2                 | +1                |
| Республіканська інтеграція           | 19,424    | 0.8  | 0                 | 0                 | 0                 | 0                 |
| Соціалістична робітнича партія       | 15,476    | 0.6  | 0                 | 0                 | 0                 | 0                 |
| Незалежний національний виборчий рух | 14,908    | 0.6  | 0                 | 0                 | 0                 | 0                 |
| Соціалістична партія Венесуели       | 10,983    | 0.4  | 0                 | 0                 | 0                 | 0                 |
| Недійсні виборчі бюлетені            | 104,732   | -    | -                 | -                 | -                 | -                 |
| Разом                                | 2,684,949 | 100  | 132               | +22               | 51                | +5                |
| Джерело: D.Nohlen                    |           |      |                   |                   |                   |                   |

## Значення
Вибори 7 грудня 1958 року були першими вільними виборами після десятирічного періоду військової диктатури. Вони відзначились високою активністю виборців (на президентських виборах явка склала 94,4%, на виборах до Палати депутатів — 92,1%). Обраний президентом Ромуло Бетанкур здобув майже половину голосів виборців, а його партія отримала 73 зі 132 місць у Палаті депутатів та 32 з 51 місця у Сенаті. Однак, зрештою, повернення до цивільного правління й демократичних виборчих процедур не приніс громадянської згоди. Вибори 1963 року пройшли в обстановці громадянської війни та в країні на довгі роки встановилась двопартійна система, коли при владі чергувались представники Демократичної дії та КОПЕЙ.